# Ligue 1 (Guinea)
Die Ligue 1 ist die höchste Spielklasse des nationalen Fußballverbands von Guinea. Rekordsieger ist Hafia FC (ehemals Conakry II) mit insgesamt 16 Meisterschaften.

## Aktuelle Saison
In der Saison 2023/24 nehmen die folgenden 14 Mannschaften am Spielbetrieb teil:
| Mannschaft             | Standort        | Stadion                         |
| ---------------------- | --------------- | ------------------------------- |
| Hafia FC               | Conakry         | Stade du 28 Septembre           |
| Horoya AC              | Conakry         | Stade du 28 Septembre           |
| Milo FC                | Kankan          | M'balou Mady Diakité Stadium    |
| Académie SOAR          | Ratoma, Conakry |                                 |
| CI Kamsar              | Kamsar          | Stade de l’Amitié               |
| Flamme Olympique FC    | Conakry         | Stade Petit Sory                |
| Renaissance FC         | Conakry         | N.N.                            |
| ASM Sangarédi          | Sangarédi       | Stade Petit Sory                |
| Wakriya AC             | Boké            | Stade du 1er mai                |
| AS Kaloum Star         | Conakry         | Stade de la Mission de Kaloum   |
| AS Ashanti Golden Boys | Siguiri         | Stade M'Balou Mady Diakité GLAO |
| FC Séquence            | Dixinn, Conakry | Stade Municipal de Coléaho      |
| Gangan FC              | Kindia          | Stade Régional de Kindia        |
| Loubha FC              | Télimélé        | Stade Régional de Kindia        |

## Alle Meister
- 1965: Conakry II
- 1966: Conakry II
- 1967: Conakry II
- 1968: Conakry II
- 1969: Conakry I
- 1970: Conakry I
- 1971: Hafia FC (Conakry)
- 1972: Hafia FC (Conakry)
- 1973: Hafia FC (Conakry)
- 1974: Hafia FC (Conakry)
- 1975: Hafia FC (Conakry)
- 1976: Hafia FC (Conakry)
- 1977: Hafia FC (Conakry)
- 1978: Hafia FC (Conakry)
- 1979: Hafia FC (Conakry)
- 1980: AS Kaloum Star (Conakry)
- 1981: AS Kaloum Star (Conakry)
- 1982: Hafia FC (Conakry)
- 1983: Hafia FC (Conakry)
- 1984: AS Kaloum Star (Conakry)
- 1985: Hafia FC (Conakry)
- 1986: Horoya AC (Conakry)
- 1987: AS Kaloum Star (Conakry)
- 1988: Horoya AC (Conakry)
- 1989: Horoya AC (Conakry)
- 1990: Horoya AC (Conakry)
- 1991: Horoya AC (Conakry)
- 1992: Horoya AC (Conakry)
- 1993: AS Kaloum Star (Conakry)
- 1994: Horoya AC (Conakry)
- 1995: AS Kaloum Star (Conakry)
- 1996: AS Kaloum Star (Conakry)
- 1998: AS Kaloum Star (Conakry)
- 1999: nicht ausgetragen
- 1999/2000: Horoya AC (Conakry)
- 2001: Horoya AC (Conakry)
- 2002: Satellite FC (Conakry)
- 2003: ASFAG (Conakry)
- 2004: nicht ausgetragen
- 2005: Satellite FC (Conakry)
- 2006: Fello Star
- 2007: AS Kaloum Star (Conakry)
- 2008: Fello Star
- 2008/09: Fello Star
- 2009/10: Fello Star
- 2010/11: Horoya AC
- 2011/12: Horoya AC
- 2013: Horoya AC
- 2013/14: AS Kaloum Star (Conakry)
- 2014/15: Horoya AC
- 2015/16: Horoya AC
- 2016/17: Horoya AC
- 2017/18: Horoya AC
- 2018/19: Horoya AC
- 2019/20: Meisterschaft abgebrochen
- 2020/21: Horoya AC
- 2021/22: Horoya AC
- 2022/23: Hafia FC
- 2023/24: Milo FC
- 2024/25: Horoya AC